# Castell de Xinquer
El castell del Xinquer se situa al costat de l'abandonat mas del Xinquer, sobre una moleta rocosa que corona un turó, pertanyent al terme municipal de l'Alcúdia de Veo (Plana Baixa, País Valencià).

## Descripció
El castell segueix les pautes i tipologia habituals de les fortaleses musulmanes, encara que no es pot assegurar amb rotunditat el seu origen i la datació per la falta de bibliografia sobre el lloc. Es troba molt deteriorat, en ruïnes. Únicament s'observen restes d'alguns murs i de dues torres. Donada la seva ubicació, probablement va tenir la funció de defensa i protecció del territori on s'ubica.
Per accedir a l'emplaçament, cal fer-ho per una pista forestal que es troba en bon estat i que parteix d'un punt de la carretera entre l'Alcúdia de Veo i Algímia d'Almonesir. En arribar al despoblat de Xinquer una senda ix per darrere del poble costera amunt.

## Galeria d'imatges

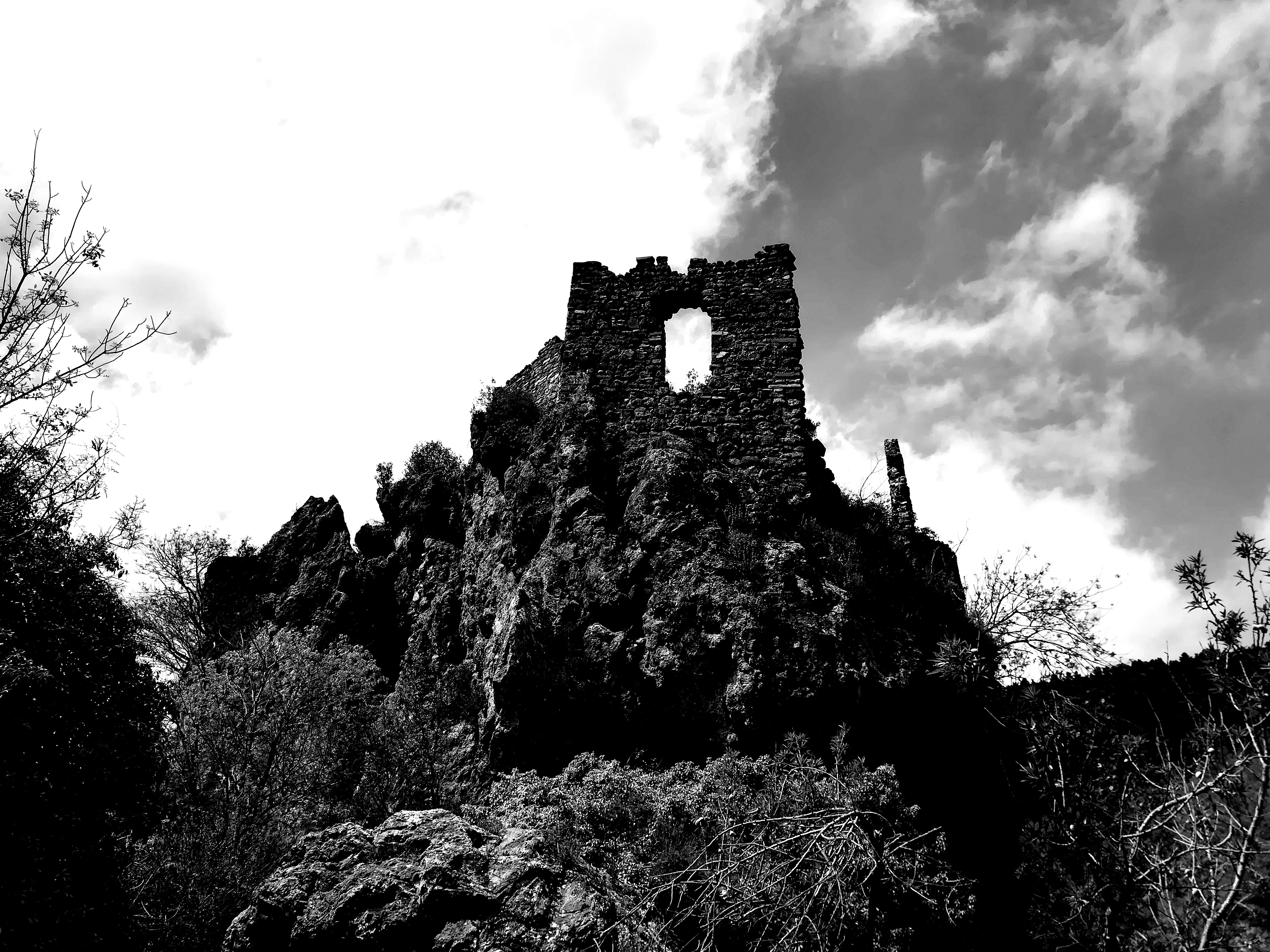
Castell de Xinquer des de l'interior
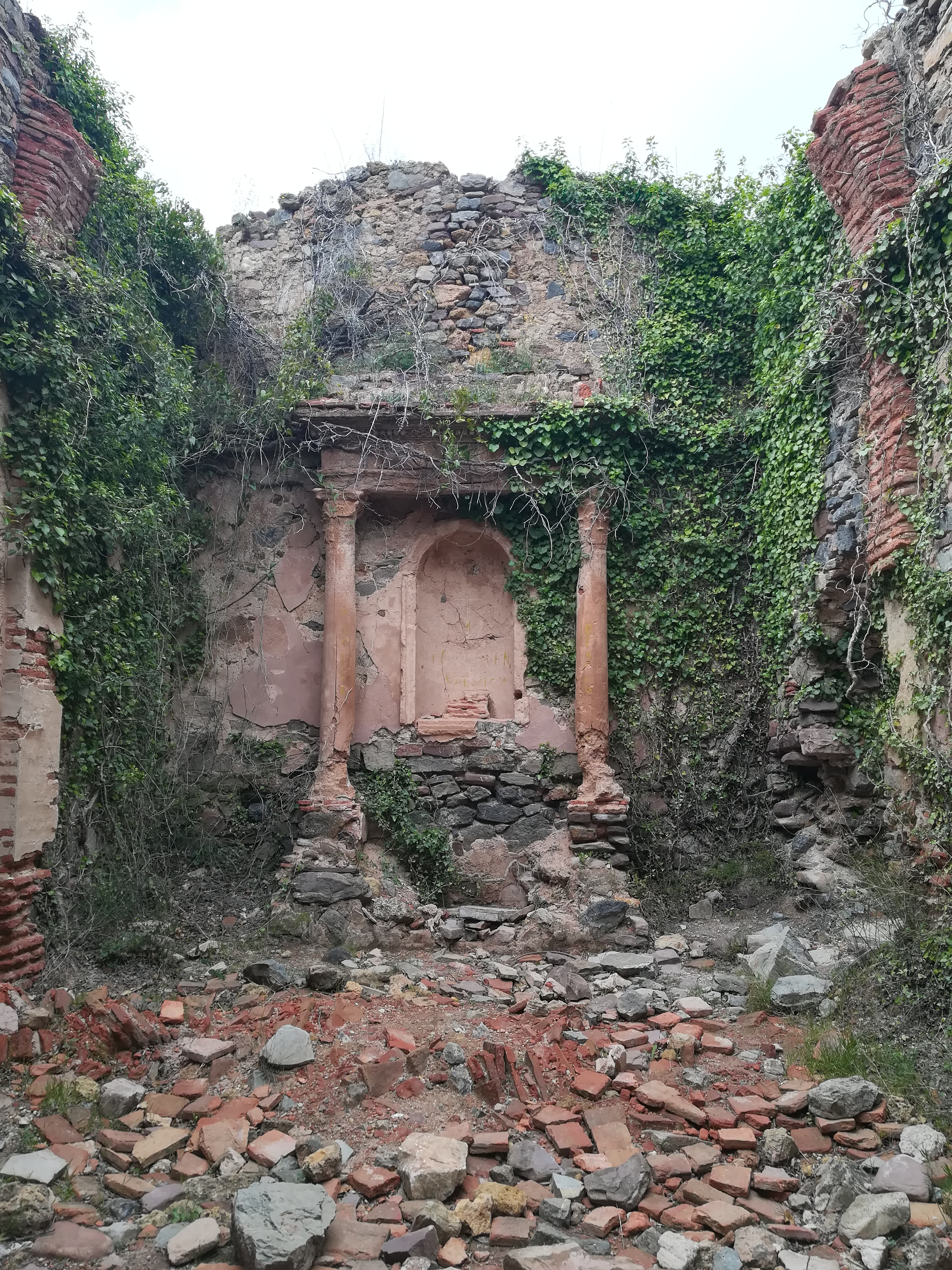
Antiga església del despoblament de Xinquer